# Remi

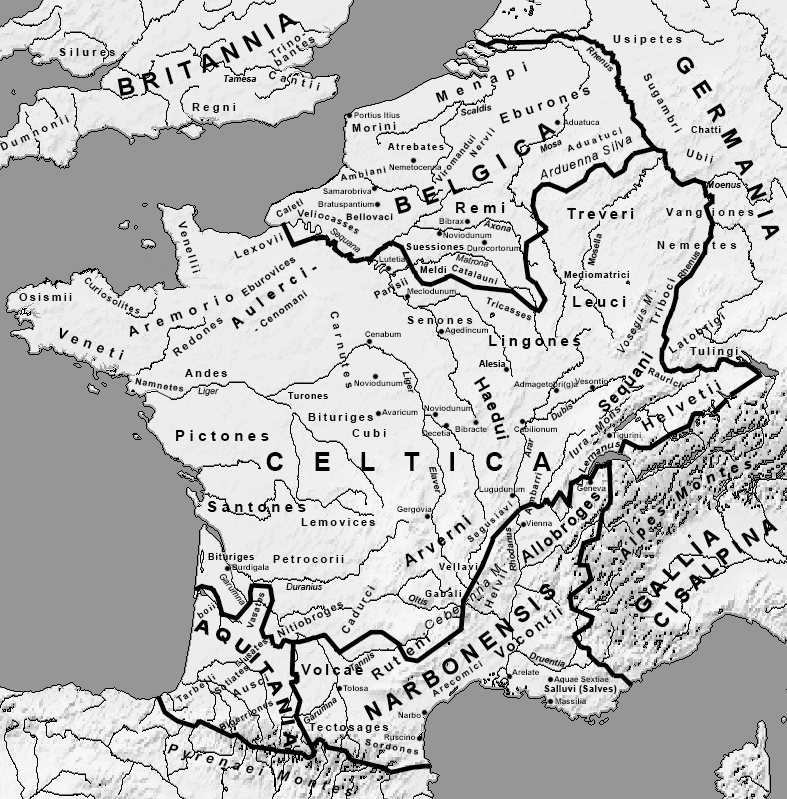
Gallië rond 54 v.Chr., met het gebied van de Remi aangegeven

De Remi of Remers waren een Keltisch volk die tot de Belgae gerekend worden. Het gebied rond Reims dat zij bewoonden reikte van de Ardennen in het noorden tot de Marne in het zuiden. In het oosten werd het gebied begrensd door de Maas en in het westen door de Aisne. Ingesloten door bossen grensde het gebied niet direct aan territoria van naburige Gallische stammen. Mogelijk leidden de Remi aanvankelijk een semi-nomadenbestaan binnen het gebied, waarna ze zich permanent gevestigd hebben. 
Ten oosten van het gebied van de Remers lagen de gebieden van de Treveri, Mediomatrici en de Leuci. In het westen lagen de gebieden van de Silvanectes, Suessiones en Viromandui. Ten zuiden situeerden zich de gebieden van de Lingones, Tricassess, Senones, Meldi en Parisii en in het noorden werd het gebied ingesloten door de Ardense bossen. Anders dan de andere Gallische stammen hadden de Remi al oude contacten met de mediterrane wereld ten zuiden van de as Saône-Rhône. Deze contacten kenmerken de cultuur van de Remi. 

## De Remi en Caesar
In het werk Commentarii Rerum in Gallia Gestarum, beter bekend als De Bello Gallico, roemt Caesar de trouwe aanhankelijkheid van de Remi. Vanaf het begin van de oorlog tegen de Belgen verzekerden de Remers aan de Romeinen dat ze zich niet zouden inmengen in het geweld tussen Rome en de Belgen en ze zouden zich ondergeschikt maken aan de Romeinse macht. Daarbij verzekerden de Remi ook niet dezelfde mening als andere Belgische volken aan te nemen of met andere Belgische volkeren samen te zweren. Ook werd beloofd dat de regelingen die door de Romeinen in de steden afgekondigd werden opgevolgd zouden worden en dat de Remi de graantransporten en andere noden van de Romeinen zouden ondersteunen. 

## De Romeinse verovering en de trouw van de Remi
De trouw van de Remers blijft bestaan gedurende heel het verloop van de oorlog. Hierdoor blijft Caesar ze eren en staat hij bij hen in het krijt. De gunst die de Remers hierop vragen bestaat onder de vorm van een annexatie van andere volkeren. De Aedui, die voor de Romeinse verovering in een slaafmeester relatie stonden met de Sequani, konden niet verbonden worden met de Remi. Deze sloten zich door de gunst van Caesar aan bij de Remi. Tussen de aangesloten stammen behoorden de Carnutes, de Suessiones en deze worden door een gelijkstelling van het recht, wetten en autoriteit samen met de Remi als verbonden bloedbroeders aangeduid. Hierdoor kwamen de Aedui op de eerste plaats in tegenstelling tot de Remi die in de tweede rang onder de Gallische stammen een positie innamen. In het jaar 52 voor Christus wanneer er een gezamenlijke Gallische troepenmacht onder Vercingetorix ontstaat in Bibracte, blijft de trouw van de Remi aan Rome bewaard. De trouw werd bewaard door de primerende vriendschap met Rome. Hierdoor kregen de Remi door Caesar en later onder Augustus de status van foederati. Waarschijnlijk kregen de Remers met deze status enkele voorrechten ten opzichte van andere Gallische stammen. Sommige Remers namen ook dienst in het Romeinse leger. Verschillende inscripties tonen aan dat Remerse soldaten gestorven zijn in de oorlog buiten het gebied van de Remers.

## Indeling van het gebied na de Romeinse verovering
Door de Romeinse verovering van Gallië werd het gebied van de Remi net als de andere Gallische gebieden in gewesten- en gemeenschappensysteem, de zogenaamde civitates, ingedeeld. Dit systeem zal stand houden tot 12 v. Chr.. Vanaf dan zal het gebied van de Remi, de civitas Remor(um) foeder(ata) deel uitmaken van de provincia Gallia Belgica. Later zullen de Catalauni een eigen gemeenschap vormen en zich afscheiden van de Civitates Remorum. De reorganisatie van de provincies door Diocletianus, Romeins keizer van (284-305) zorgde ervoor dat Gallia Belgica in twee gedeeld werd. Hierdoor werd Trier de hoofdstad van Belgica Prima en Durocortorum de hoofdstad van Belgica Secunda.

## Hoofdstad
De hoofdstad van de Civitas Remorum was Durocortorum en dit vanaf de 1e eeuw v.Chr. Eerder in de 2e eeuw v.Chr. tot omstreeks 90 v.Chr. was de versterkte plaats Vieux-Reims 20 km noordelijker de belangrijkste stad van de Remi.
Durocortorum werd ook de hoofdstad van de provincia Gallia Belgica. Deze sterk bevolkte stad was volgens Strabo ook de plaats waar de bestuurders van de provincie zetelden. Toch had de keizerlijke financiënbeambte van de provincie zijn zetel in Trier. De stad Durocortorum of Reims wordt in de eerste drie eeuwen na Chr. nog maar weinig vermeld in de Romeinse geschriften en werken. Slechts in enkele geografische werken wordt de stad vernoemd. Plinius de Oudere bijvoorbeeld prijst de vruchtbaarheid van de grond in het gebied van de Remi. 
Tegen het einde van de eerste eeuw na Chr. wordt het gebied en de hoofdstad van de Remi of beschreven met de naam van de stam. Hierdoor verliest de stad Durocortorum zijn Gallische eigennaam. In de perioden die hier op volgen duikt de naam van de stad telkens op als een vervorming van het woord Remi, bijvoorbeeld in het Middelnederlands Remen voor de volksstam en Riemen voor de stad. In de streek zelf ontstaan de varianten Remps, Rems, Rheims en ten slotte Reims. In het jaar 291 na Chr. vinden we nog een variant van het woord Durocortorum terug.

## Economie
De Remi kenden een agrarische landbouwproductie. In de tweede eeuw v. Chr. bestond er een economische toename en een socio-economische reorganisatie op gebied van de landbouw. Er bestaan vanaf dan open groepsdorpen en herenboerderijen met bijbehorende necropolen in ronde of rechthoekige vorm. De ontwikkeling van het land, voor de Romeinen het exploiteerden, is toe te schrijven aan de maximale ingebruikname van het landbouwland. Ook een aanzienlijke handel, ertsontginning en een opmerkelijk geldsysteem droegen bij tot de ontwikkeling van het gebied. 
Als zelfstandige stam sloegen de Remi ook zelf geld. Het indelingssysteem van de oudste munten is nog steeds onbekend omdat er geen inscripties of geschriften gevonden zijn die informatie geven over de indeling. Munten die ten tijde en na de verovering van Caesar werden geslagen zijn een gedeeltelijke nabootsing van de Romeinse denarius. Volgens sommige Latijnse brieven vertonen de munten aan beide zijden het opschrift REMO, andere brieven spreken over munten met aan de ene zijde het opschrift ATISOS en aan de andere zijde REMOS. Het overgrote deel van de ontdekte munten is in en rond het gebied van de Remi weergevonden. Ook werden enkele munten weergevonden in resten van tempels die gebouwd werden ter ere van de Alpen- en weergoden.

## Cultuur
Op vlak van cultuur nemen de Remi vele Romeinse gebruiken over. Druïden zullen de Keltische goden associëren met Romeinse goden als Mars. De Remi profiteerden natuurlijk van de Romeinse technieken en materialen die verspreid werden na de verovering.
Gallia Cisalpina:
Anares · Beluni · Boii · Carni · Caturiges · Cenomani · Ceutrones · Insubres · Lepontii · Libici · Lingones · Nerusi · Salassi · Segusani · Suetri · Taurini · Vedianti

Gallia Transalpina:
Aedui · Albici · Allobroges · Ambarri · Ambiani · Andecavi · Arecomici · Atrebati · Aulerci Cenomani · Aulerci Diablintes · Aulerci Eburovices · Arverni · Baiocasses · Bellovaci · Bituriges Cubi · Bituriges Vivisci · Cadurci · Caleti · Carnutes · Catalauni · Caturiges · Cavares · Cenomani · Centrones · Cetrones · Commoni · Condrusi · Coriosolitae · Durocasses · Eciates · Eleuteti · Gabali · Garocelli · Geidumni · Grudii · Helvetii · Helvii · Lemovices · Leuci · Levaci · Lexovii · Lingones · Mandubii · Mediomatrici · Medulli · Menapii · Morini · Namnetes · Nantuates · Nerviërs · Nitiobriges · Osismii · Parisii · Petrocorii · Pictones · Pleumoxii · Redones · Remi · Ruteni · Salluviërs · Santones · Segni · Segovellauni · Segusiavi · Senones · Sequani · Silvanectes · Sordones · Suessiones · Tectosages · Tigurini ·  Tougener · Treveri · Tricasses · Tricastini · Turones ·  Veliocasses · Vellavi · Venelli · Veneti · Viducasses · Viromandui · Vocontii · Volcae Arecomici · Volcae Tectosages · Vivisci